# Мохамед Ходабанда
Мохамед Ходабанда, познат и като Мохамед Шах или Султан Мохамед (на персийски: شاه محمد خدابنده), е шах на Иран от 1578 до 1587 година. Той е четвъртият поред владетел от династията на Сефевидите. Поема престола след смъртта на своя брат Исмаил II през 1578 г.

## Управление
Най-важният период през управлението на Мохамед е войната му с Османската империя. Османската армия, под водачеството на Осман паша, прекосява границата на Иран и нахлува в град Табриз. Мохамед Шах изпраща срещу нашествениците най-големия си син – Хамза Мирза. Малко по-късно Осман паша умира в Табриз и младият принц на Иран решава да прекоси река Арас и с войската си да атакува османската територия. Действията му принуждават противника да сключи мир и да се изнесе от Табриз. След победата Хамза Мирза е убит и по-малкият му брат Абас I поема към Казвин, за да се възкачи на трона. Мохамед Шах лично коронясва сина си.
Мохамед Шах бил спокоен и аскетично настроен човек. Вече на възраст той ослепява частично. Сефевидската империя става по-слаба при управлението му, най-вече източната ѝ граница, която често е пресичана от туркменски племена. След оттеглянето си от престола Мохамед Ходабанда прекарва остатъка от живота си в усамотение. Умира осем години след коронацията на сина си, който пренася тленните му останки в Кербала.